# Junínkanastero
Junínkanastero (Asthenes virgata) är en fågel i familjen ugnfåglar inom ordningen tättingar.

## Utbredning och status
Fågeln förekommer lokalt i Anderna i centrala och södra Peru. IUCN kategoriserar arten som livskraftig.

## Namn
Junín är ett departement och också en sjö i Perus högland.